# Fumaria minima
Fumaria minima är en vallmoväxtart som beskrevs av Pugsl.. Fumaria minima ingår i släktet jordrökar, och familjen vallmoväxter. Inga underarter finns listade i Catalogue of Life.